# Charles Roberts Ingersoll

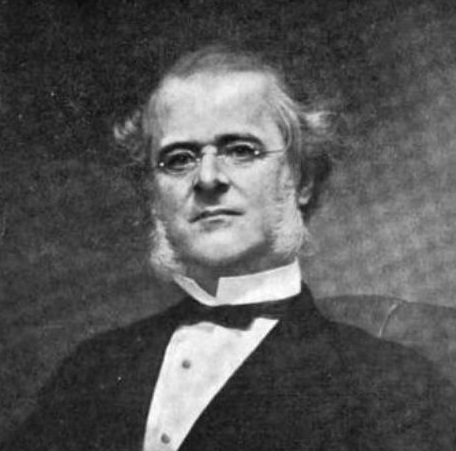
Charles Roberts Ingersoll

Charles Roberts Ingersoll (* 16. September 1821 in New Haven, Connecticut; † 25. Januar 1903 ebenda) war ein US-amerikanischer Politiker und von 1873 bis 1877 Gouverneur des US-Bundesstaates Connecticut. Er war Mitglied der Demokratischen Partei.

## Frühe Jahre und politischer Aufstieg
Charles Ingersoll war der Sohn des Kongressabgeordneten Ralph Isaacs Ingersoll und Bruder von Colin M. Ingersoll, der ebenfalls Kongressabgeordneter für Connecticut war. Er graduierte 1840 an der Yale University, studierte anschließend Jura und bekam dann 1844 seine Zulassung als Anwalt. Schließlich praktizierte er in der Anwaltskanzlei seines Vaters und war auch Direktor der New Haven Colony Historical Society. Ingersoll entschloss sich 1846 in die Politik zu gehen, wo er als Clerk in Connecticuts Parlament tätig war. In diese Stellung wurde er dann auch noch 1856, 1857, 1866, sowie 1871 wiedergewählt.

## Gouverneur von Connecticut
Ingersoll gewann 1873 die Gouverneursnominierung der Demokraten und wurde dann im selben Jahr zum Gouverneur von Connecticut gewählt. Er wurde 1874 sowie 1875 wiedergewählt. Während seiner Amtszeit wurde eine Verfassungsänderung verabschiedet, die die Amtsperiode des Gouverneurs auf zwei Jahre verlängerte. Ferner musste der Staat eine Finanzdepression über sich ergehen lassen, die sechs Jahre lang andauerte. Hartford, das mit New Haven die Mithauptstadt bildete, wurde schließlich als einzige gesetzliche Hauptstadt auserwählt. Ingersoll entschied sich, danach nicht noch einmal als Gouverneur zu kandidieren, und verließ im Januar 1877 das Amt.

## Weiterer Lebenslauf
Er setzte seine Tätigkeit als Anwalt fort, verhandelte Fälle auf staatlicher und bundesstaatlicher Ebene sowie vor dem Supreme Court. Ferner war er auch ein Begründer, sowie Vizepräsident der staatlichen Anwaltskammer (State Bar Association).
Charles Ingersoll verstarb am 25. Januar 1903 und wurde auf dem New Haven Grove Street Cemetery beigesetzt. Er war mit Virginia Gregory verheiratet. Das Paar hatte sechs gemeinsame Kinder.